# 地方競馬教養センター

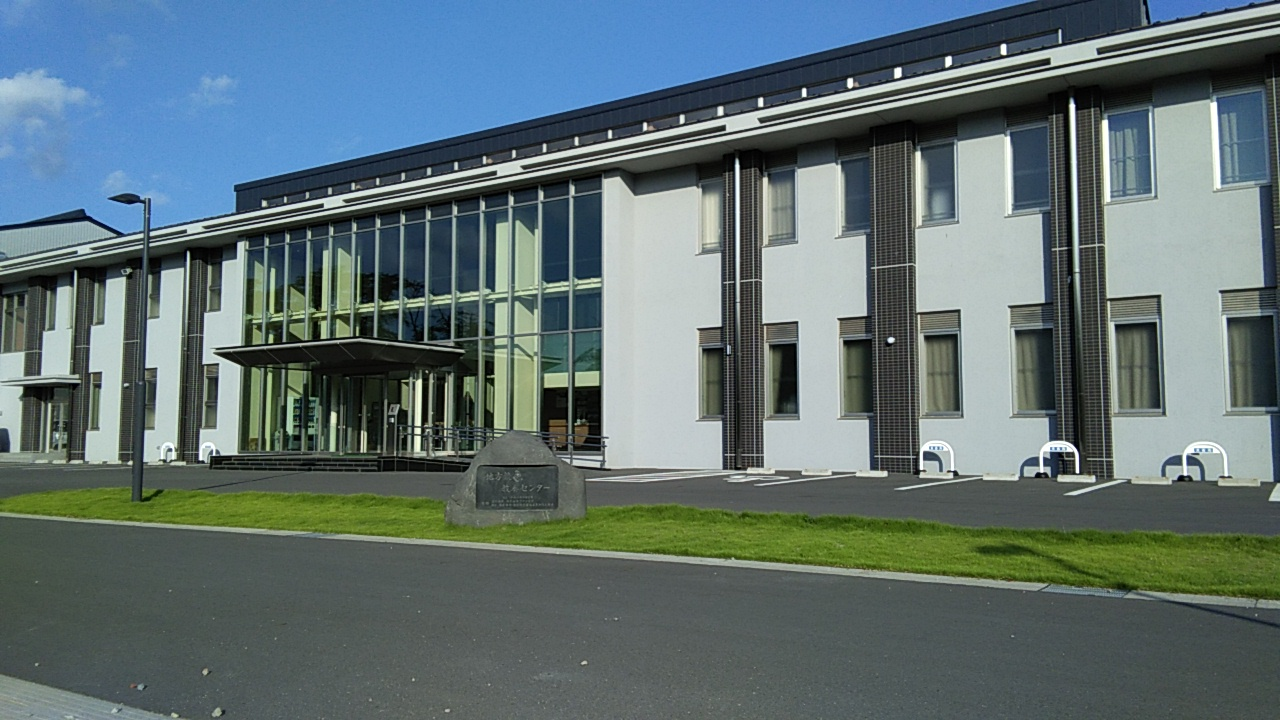
地方競馬教養センター

地方競馬教養センター（ちほうけいばきょうようセンター）は、栃木県那須塩原市にある地方競馬の騎手・調教師・調教師補佐・厩務員を養成する機関である。デビューを目指す騎手候補生が日々訓練を行っているほか、現役の騎手や調教師なども技術研鑚のために研修を行っている。このほか、地方競馬の競馬開催業務にかかる人材の研修なども行っている。開設当初は「騎手養成所」という名称だったが、1982年に現在の名称に変更された。
ただし、ばんえい競馬の調教師や騎手・厩務員の養成は行っておらず、これらはばんえい競馬が独自に養成を実施している。
2022年に国民体育大会馬術競技の会場となり、10月6日-10月10日の日程で開催された。

## 施設概要
- 開設：1964年
- 所在地：栃木県那須塩原市接骨木（にわとこ）443[2]
- 敷地面積：約30万平方メートル[2]
- 管理者：地方競馬全国協会

### 施設内の主な設備
- 厩舎（訓練馬の収容可能頭数：約160頭）[2]
- 国際検疫厩舎[2]
- 競走用走路（1周1100m）[2]
- 角馬場（4つ）[2]
- 坂路馬場[2]
- 屋内馬場
- 野外騎乗コース[2]
- 馬診療室[2]
- 装蹄所[2]
- 体育館[2]
- 運動場[2]
- 騎手候補生用寄宿舎[2]
- 研修用宿泊施設「那須寮」[2]

厩舎の一部は南関東公営競馬の認定厩舎（外厩）として利用されており、6厩舎・合計21馬房が南関東地区認定厩舎馬房として利用されている（2019年1月18日現在）。
また、2024年より3歳ダート三冠競走が創設されるなどダートグレード競走のレース体系が大きく変更されたことに伴い、遠隔地所属馬の負担を軽減し、有力馬の参戦を促進する観点から、地方競馬教養センター内の貸付厩舎を活用し、遠征馬の出走拠点とする事が可能となった。利用馬第1号となったのが同年1月17日の船橋競馬・ブルーバードカップ（JpnIII）で地方所属馬最先着（4着）となったウルトラノホシ（佐賀競馬・真島元徳厩舎所属）である（ただし、環境の変化に馴れなかったため、早期に地元の佐賀に戻った）。

## 各課程の概要
いずれも、全寮制（または合宿）による指導を行う。
日本国外の騎手免許取得者や厩務員・調教師補佐などの経験者は、短期コース（半年）を受講することも可能。

### 騎手課程
騎手としての基礎体力作りから調教技術の向上、厩舎作業の体験、競馬場やトレーニングセンターの見学研修などを行う。期間は2年間。
2年目には競馬場実習のカリキュラムが組まれており、実際に地方競馬の厩舎に所属し調教師などから指導を受ける。
募集は年1回（〜2004年、2017年〜2019年は年2回の募集であった）で、入所選考の受験資格は15歳以上20歳以下など、いくつかの条件がある。また入所希望者向けに、体験入所も行っている。
JRA競馬学校との交流も行われ、双方の騎手候補生による対抗戦や、JRAの競馬場など施設の見学も行われている。
JRA競馬学校のサマーキャンプと類似した行事として、福島県の猪苗代湖界隈で実施する猪苗代キャンプがある。

#### カリキュラムの概要
起床時間は早朝5時30分（夏季は4時30分）に設定され、点呼終了後に体重測定を行う。各候補生の体重は2年間毎日記録しており、指定体重を超過した場合は外出停止などのペナルティが科せられることもある。午前中は実科、午後は座学での授業が中心となる。このほか、担当馬の健康チェックや馬房清掃など厩舎内作業も行う。
各期ごとに専任の担当教官が2 - 3名程度配置され、候補生の指導にあたる。教官には佐々木竹見（2012年勇退）や桑島孝春など地方競馬の元騎手も一部おり、技術指導を行っている。また、現役の騎手が臨時講師として招かれ競走実習などの模擬競走で一緒に騎乗したり、技術指導を行うこともある。
寄宿舎は1年次が2 - 3名の相部屋、2年次は個室が与えられる。
訓練は第1学期から第4学期までに分かれており、1年次は第2学期まで、2年次は第3学期以降になる。
- 第1学期（6ヶ月）：騎手としての基礎となる「基本訓練」。基本姿勢や前傾姿勢などを学ぶほか、障害飛越の練習も行う。
- 第2学期（6ヶ月）：競馬の基礎となる「基本競走訓練」。モンキー乗りや走路での騎乗、ゲートからの発走や追い込み時の操作などを学ぶ。
- 第3学期（4ヶ月）：実戦に即した「総合競走訓練」。2頭での併走や集団での騎乗、レース形式の競走実習を行う。
- 第4学期（8ヶ月）：前半の5ヶ月間は「競馬場実習」。各地の競馬場にて厩舎作業や競馬に関する実務を学ぶほか、現役の競走馬で技術練磨も行う。後半の3ヶ月は競走姿勢を確立する「総合訓練」。この間に騎手免許試験も行われ、合格すれば修了後に所属先の競馬場で騎手としてデビューする。

上記のほか、馬術・馬学・管理などの座学や社会人としての一般教養（国語・社会・英語）など12科目の授業も行われる。

### 調教師課程・調教師補佐課程
騎乗技術や競馬関連法規などの学科、競走馬や厩舎の管理などを学ぶ。1回の研修期間は約3週間。
募集は調教師課程が年2回、調教師補佐課程が年1回で、各地方競馬主催者の推薦を得た者（28歳以上、騎手または厩務員の経験年数などの条件あり）のみ応募可能。

### その他の研修
各主催者の職員などを対象に裁決や決勝審判、発走など競馬開催にかかわる業務について研修を行うほか、調教師や騎手の研修や訓練も行われる。
また、競馬関係団体や畜産団体などの要請により馬に関する研修や実習なども行っている。

## 施設見学
施設内の一般見学は日頃より受け付けており、現役騎手を招いた騎手候補生との競走実習（模擬レース）が行われる際は、事前に告知される場合もある。

## 繋養馬
- ダンツフレーム
- イグナシオドーロ
- スイグン
- ナリタキングオー

## アクセス
- （JR東日本）東北本線・東北新幹線：那須塩原駅より車で約20分[2]
- （JR東日本）東北本線：西那須野駅より車で約15分[2]
- （NEXCO東日本）東北自動車道：西那須野塩原インターチェンジから5分[2]